# Pierre-Paul Royer-Collard

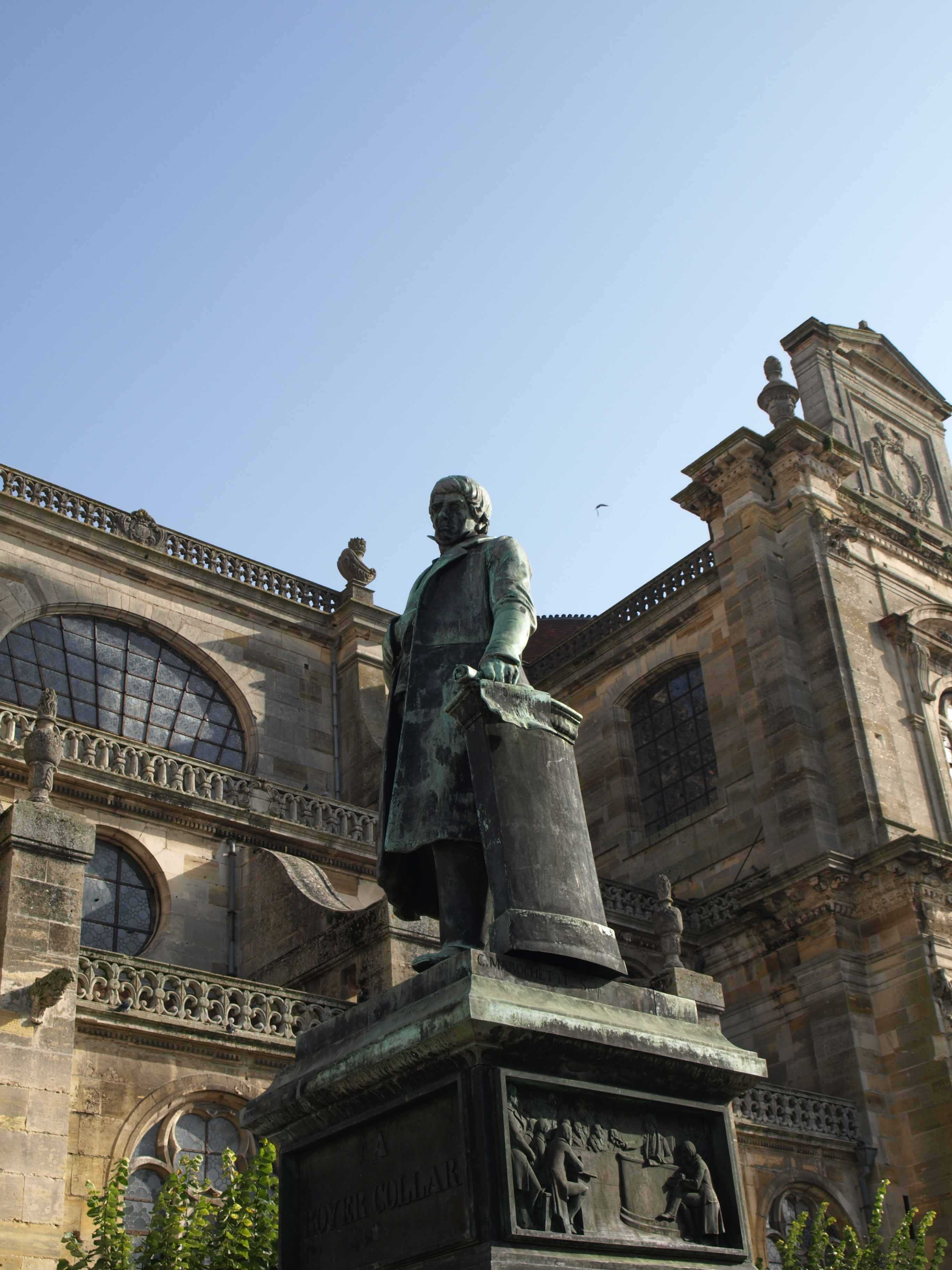
Szobra Vitry-le-François-ban

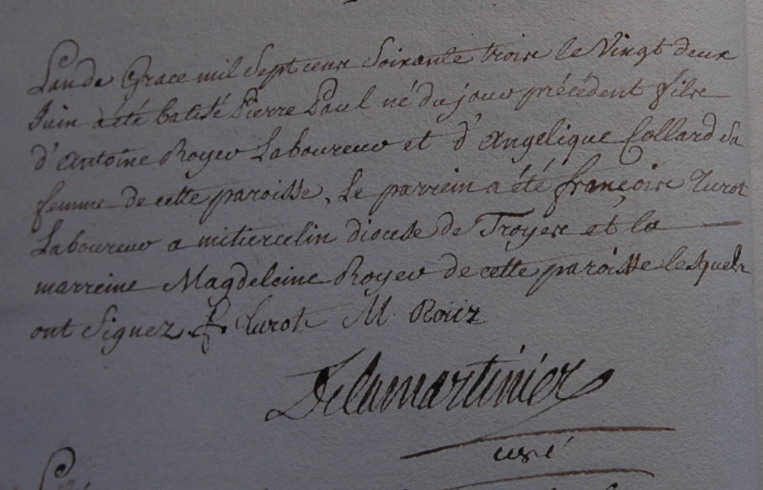
Keresztelési bejegyzése (Kelt: 1763. június 22.)

Pierre-Paul Royer-Collard [ejtsd: roajé-kolár] (Sompuis, 1763. június 21. – Châteauvieux, 1845. szeptember 4.) francia jogász, filozófus és liberális politikus. 1827-ben a Francia Akadémia tagjává választották.

## Élete
A forradalom előtt a párizsi parlament ügyvédje volt, 1789-ben a Bastille ostroma után pedig a fővárosi tanács tagja, később pedig titkára lett. Az anarchiát azonban mindvégig elítélte, ezért a jakobinusok gyűlölték. 1792. augusztus 10-e után sompuis-i birtokára menekült, és csak 1797-ben lépett megint előtérbe, amikor Marne megye küldötteként bekerült az Ötszázak Tanácsába. De a brumaire 18–19-i államcsíny után kizárták a testületből.
1810-től filozófiát tanított az egyetemen. Megismertette Franciaországban a skót filozófiát Thomas Reid tanain kereszt ül, és ezzel hozzájárult a francia bölcsészet megújulásához. Ő alapította meg a doktriner-iskolát. 1814-ben a király kinevezte államtanácsosnak. Royer-Collard a száznapos uralom alatt letette e hivatalát, a második restauráció után pedig a közoktatásügyi bizottság elnöke lett. Egy ideig a Marne megyét képviselte a kamarában, ahol az alkotmányos rendszert támogatta, s emiatt 1820-ban elvesztette hivatalát. Ekkor nyíltan az ellenzékhez csatlakozott, hírlapíró lett és a doktrinerek vezetője. I. Lajos Fülöp trónralépte után visszavonult a magánéletbe.
Életét megírta Barante, La vie politique de Royer-Collard (3. kiad., uo. 1878, 2 kötet).

## Magyarul
- Marie Joseph Louis Adolphe Thiers–François Guizot–Pierre Paul Royer-Collardː Három beszéd a felsőházról; ford. Keszler József, bev. Trefort Ágoston; Egyetemi Ny., Bp., 1883